# O Poço do Visconde
O Poço do Visconde é um livro infantil de autoria de Monteiro Lobato e foi publicado em 1937. Sua primeira edição tinha o subtítulo Geologia para crianças, e foi ilustrada pelo cartunista Belmonte. Sua publicação sofreu críticas na época, visto que o livro afirma que havia petróleo no Brasil enquanto que os técnicos do governo federal diziam que o Brasil não tinha nem poderia ter petróleo, apesar das descobertas em São Paulo e Alagoas. "As afirmativas de Visconde não passavam de heresia".
O Visconde de Sabugosa descobriu entre os livros de Dona Benta um tratado de Geologia e pôs-se a estudar essa ciência - a história da terra, não da terra-mundo, mas a terra-terra, da terra-chão. Já que o pessoal do Sítio do Picapau Amarelo estava pensando em escavar um poço de petróleo por lá, ninguém melhor que o Visconde para ensinar-lhes os mistérios da Geologia.

## Histórico
Tudo começou nos anos 1920, quando Lobato trabalhou como adido comercial do governo brasileiro nos Estados Unidos. Lá familiarizou-se com a evolução da indústria automobilística e compreendeu a importância que o petróleo teria nas décadas vindouras. Ao retornar à sua terra natal passou a década de 1930 fazendo levantamentos geofísicos e prospecções, com a Companhia Petróleos do Brasil, num esforço seu, privado, à revelia das políticas oficiais. Cavava poços nas mais diversas regiões e fazia palestras, e instigava os meios de comunicação a discutir a relevância do petróleo para a independência economica do Brasil. Em 1935 publicou, pela Companhia Editora Nacional, o livro A luta pelo petróleo, traduzido por Charlie Frankie e revisado por Lobato, do anglo-americano Essad Bey, no qual se acusava o governo brasileiro de “não tirar petróleo e não deixar que ninguém o tire”. No ano seguinte, escreveu O escândalo do petróleo, provocando a multinacional Standard Oil, pois nessa obra Lobato levantou a questão do petróleo como sendo uma questão de desenvolvimento nacional. Foi tão incisivo (veja a capa do livro) que acabou preso, em 1941, pelo governo de Getúlio Vargas, acusado de querer desmoralizar o Conselho Nacional do Petróleo 
A descoberta oficial de petróleo no Brasil ocorreu em 1939. O primeiro poço jorrou em Lobato, atualmente um bairro na periferia de Salvador (BA) cujas terras haviam pertencido a um fazendeiro chamado Lobato, sem qualquer vínculo com o escritor.

## A visão
O Poço do Visconde é um livro infanto-juvenil, editado por Lobato em 1937 para explicar de forma lúdica o petróleo como sendo um recurso finito, e a sua importância para a humanidade. Trata da movimentação da “Companhia Donabentense de Petróleo” para perfurar o poço Caraminguá nº 1 no Sítio do Picapau Amarelo, evento que levaria a uma onda de perfurações ao redor do Brasil por empresas a fim de descobrir petróleo.
Lobato, que não tinha conseguido encontrar petróleo  na vida real, com a plataforma da sua literatura infanto-juvenil levou o Visconde de Sabugosa, e todos os personagens que habitavam  o Sítio do Picapau Amarelo a provar sua "descoberta virtual". Na sua imaginação, “aconteceu então um fato espantoso. O Brasil, que não tinha petróleo, que estava oficialmente proibido de ter petróleo, passou a ser o maior produtor de petróleo do mundo”. Durante a história, é clara também a sua visão da influência negativa estrangeira, através da figura de agentes secretos do truste norte-americano, que estariam encarregados de espalhar descrença na população brasileira para que ninguém se mobilizasse, e o Brasil ficasse eternamente a importar petróleo e a vender café.
No livro Monteiro Lobato: Furacão na Botocúndia, Carmen Azevedo, Márcia Camargos e Vladimir Sacchetta sintetizam a história desse escritor brasileiro idealista, que se empenhou com pertinácia em campanhas memoráveis para preparar o Brasil para o futuro. Seu capítulo sobre a "epopéia lobatiana" pelo petróleo começa com um recorte do livro O Poço do Visconde que diz: “A descoberta de petróleo no sítio da Dona Benta abalou o país inteiro. Até ali ninguém cuidara de petróleo porque ninguém acreditava na existência de petróleo nesta enorme área de oito e meio milhões de quilômetros quadrados”.

## O texto
"Nove de agosto de 1938. Nessa data jorrou petróleo pela primeira vez no Brasil. A magnífica coluna levantou-se a 40 metros do solo, descreveu uma curva no céu e caiu sob forma de chuva negra. Na maior algazarra, entre palmas e assovios, o País proclamava sua independência econômica".
De tanto ouvir os comentários do Visconde de Sabugosa sobre petróleo, um dia Pedrinho perdeu a paciência:  "Estou vendo que se nós aqui no sítio não resolvermos o problema, o Brasil ficará toda a vida sem petróleo." O Visconde de Sabugosa concordou, e disse que quando o Brasil tivesse petróleo Brasil poderia deixar de ver: "milhões de brasileiros descalços, analfabetos, andrajosos - na miséria".
Os habitantes do Sitio do Picapau Amarelo passaram então a ter lições de geologia e geofísica com o Visconde de Sabugosa. Emília ficou enojada quando aprendeu as origens do petróleo, que chamou de "azeite de defunto", por ser formado por "cadáveres de foraminíferos, peixe podre, cemitérios de caramujo". Sugeriu sua técnica para a perfuração:  bastaria amarrar um tatu pela cauda e pendurá-lo de cabeça para baixo no ponto certo. "Na fúria de fugir, o tatu vai furando, furando até chegar no petróleo..." 
Sabugosa explicou que outros países da América tiravam milhões de barris de petróleo por ano, e que a Venezuela já se tornara o terceiro maior produtor mundial. "A superfície de todos esses Estados está cheia dos mesmos indícios de petróleo que levaram as repúblicas vizinhas a perfurar. Os mesmíssimos sinais..." Por que não fazem o mesmo aqui?  - perguntaram todos.  "Porque as companhias estrangeiras que nos vendem petróleo não têm interesse nisso." Dizem que no Brasil não pode haver petróleo. "E os brasileiros bobamente se deixaram convencer..." 
Terminados os estudos geológicos e geofísicos, decidiram perfurar o poço. Emília sugeriu o uso do "faz-de-conta" para conseguir os equipamentos necessários. Dessa maneira, num passe de mágica, surgiram no Sítio do Picapau Amarelo sondas, brocas, tubos de revestimento, casas dos operários e até um bangalô para mister Kalamazoo, o especialista que veio dos Estados Unidos. Emília exigiu que a firma se chamasse "Companhia Donabentense de Petróleo", em homenagem a Dona Benta, e batizou o poço pioneiro de Caraminguá I, nome do riacho que passava pelo sítio. Sua inauguração, com produção de 500 barris diários, "causou furor na imprensa". Pedrinho mandou um recado a todos: "Que viessem ver, cheirar, provar o magnífico petróleo parafinoso do poço aberto no sítio de dona Benta." 

## Capítulos
1. O Primeiro Serão
2. Segundo Serão
3. Como Se Forma o Petróleo
4. Petróleo! Petróleo!
5. Mais Petróleo
6. Trabalhos de Campo
7. Depois do Almoço
8. Montagens
9. Começa o Poço
10. Em Marcha
11. Petróleo, Afinal!
12. O Abalo do País
13. Grandes Mudanças na Vila
14. Piratas do Petróleo
15. A Dinheirama
16. O Brasil Tem Petróleo!
17. A Grande Festa
18. O Triunfo de Dona Benta